# 梅爾圖拉
37°38′N 7°39′W / 37.633°N 7.650°W
梅爾圖拉（葡萄牙語：Mértola），是葡萄牙的城鎮，位於該國南部，由貝雅區負責管轄，始建於1254年，面積1,279.4平方公里，2011年人口8,712，該城鎮人口密度每平方公里6.81人。

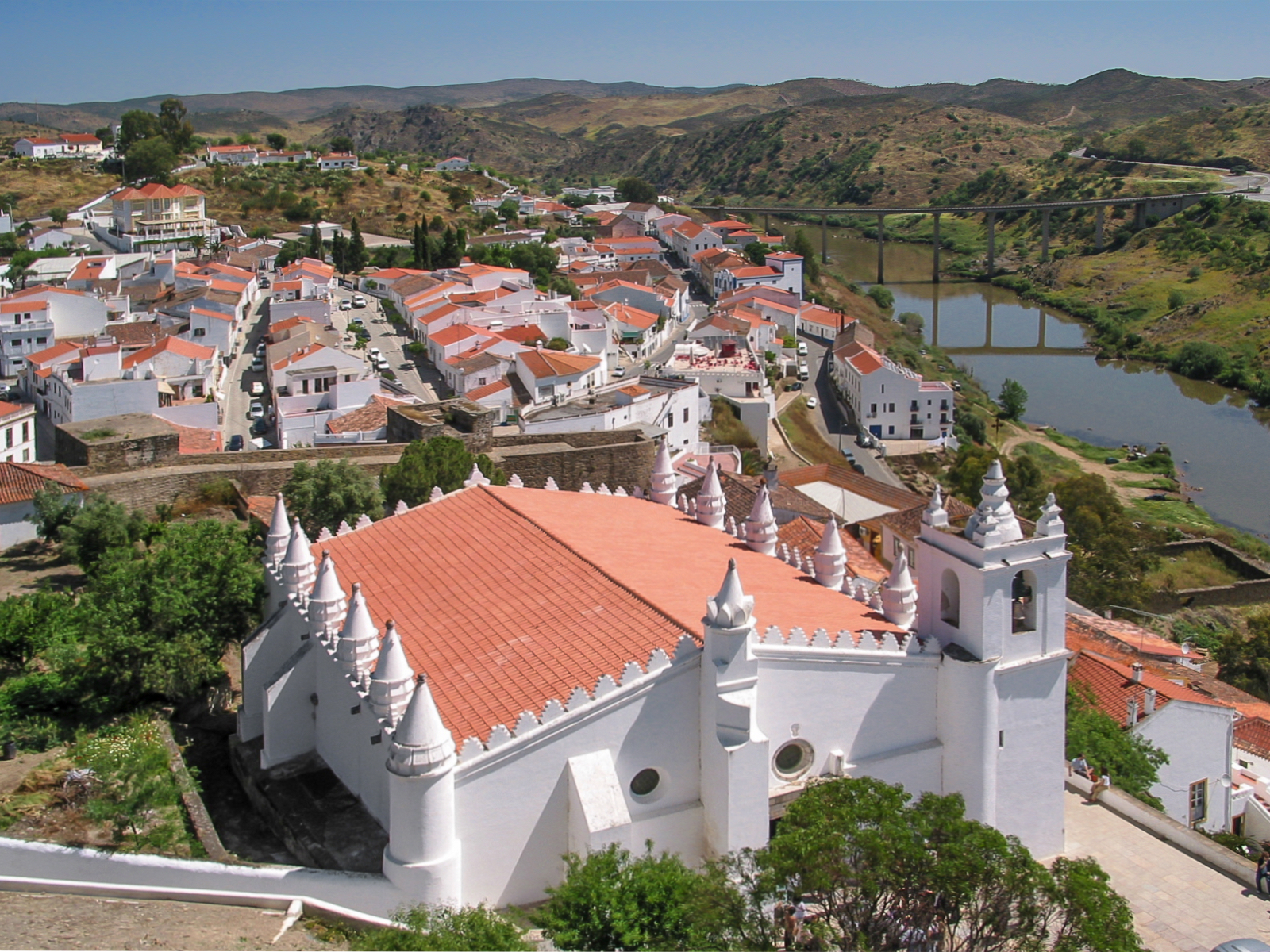

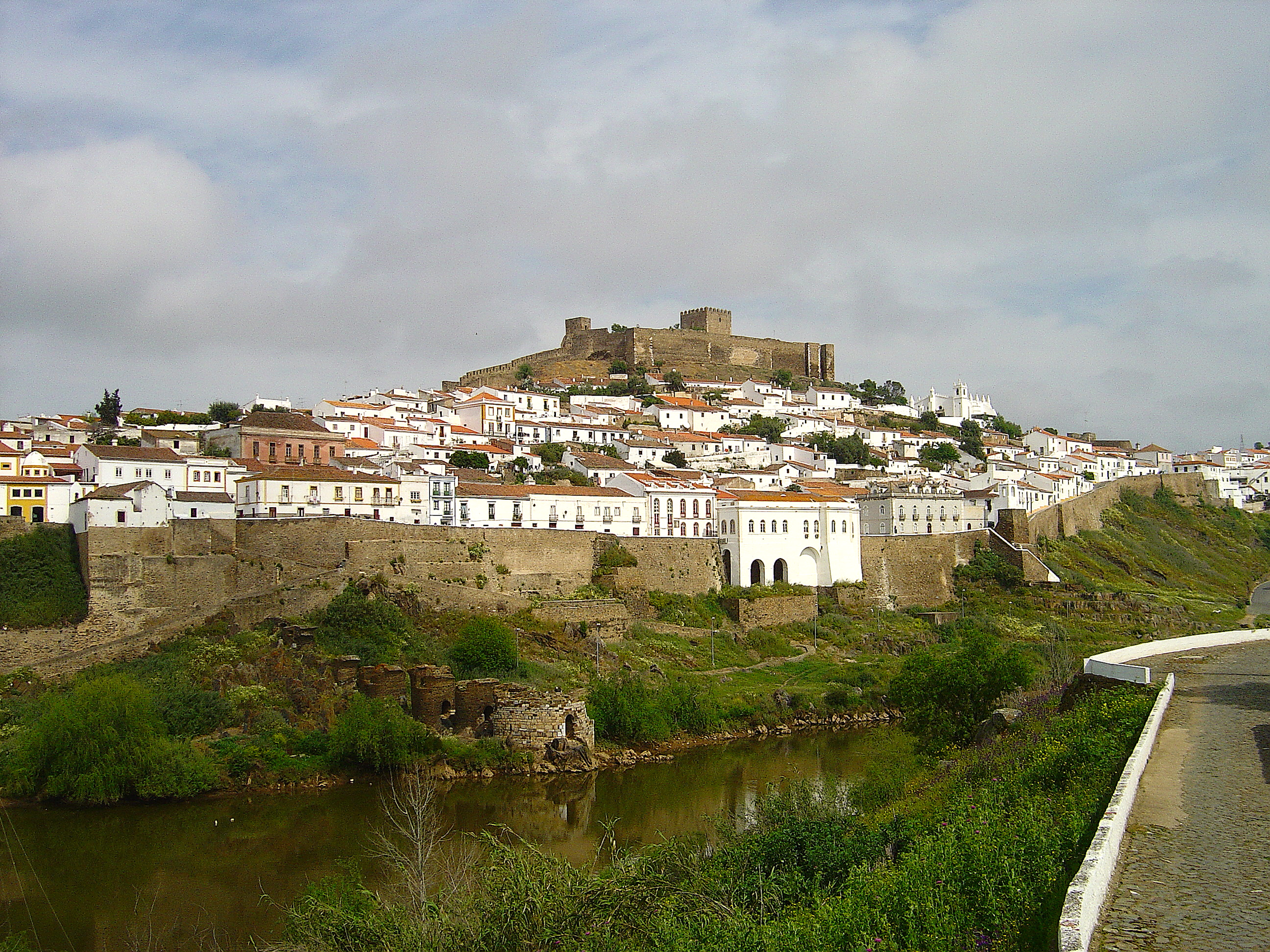

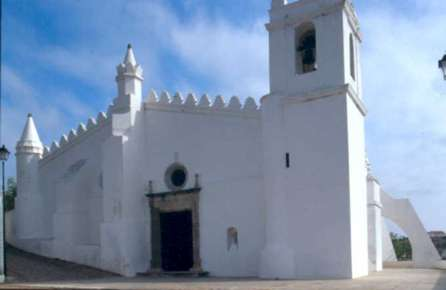

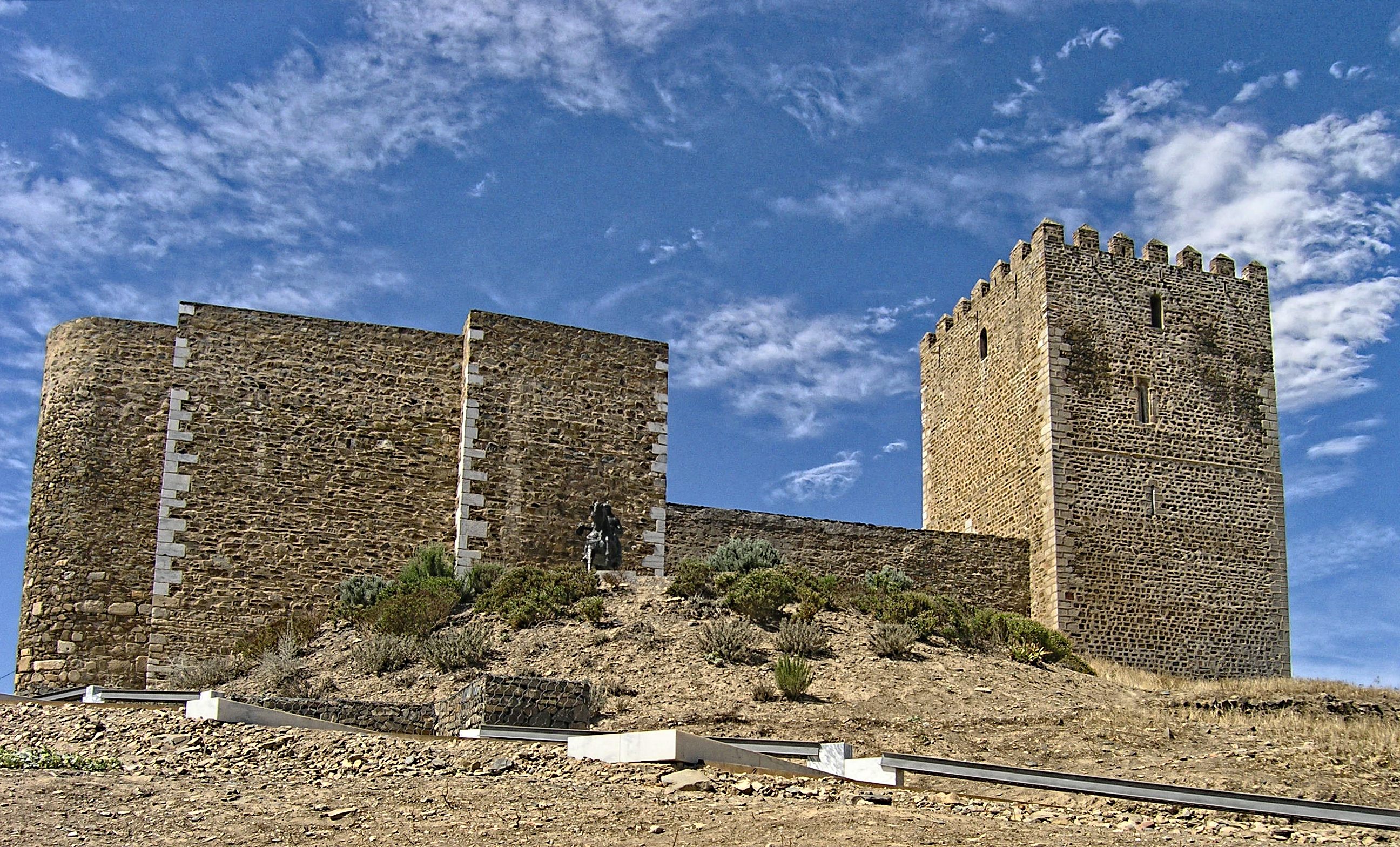